# سید اسماعیل بهزادی
سید اسماعیل بهزادی از شاعران معاصر جنوب ایران است.
سید اسماعیل بهزادی متخلص به "صفا" فرزند سید علی اکبر به سال ۱۳۲۸ شمسی در خورموج متولد شد. پدر او سید علی اکبر و جد مادری اش میرزا محمود حامدی هر دو از فعالان فرهنگی و شاعران جنوب بوده‌اند. بهزادی تحصیلات ابتدایی را در خورموج تمام کرد و تحصیلات دبیرستانی خود را در دبیرستان اخوت بهمنی بوشهر به اتمام رساند و از دانشگاه اراک لیسانس ادبیات فارسی دریافت کرد. وی از پدر و جدش میرزا محمود حامدی و دایی‌های خود میرزا محمدجواد و عبدالرسول حامدی بهره‌ها برد. او از بدو تأسیس دبیرستان در خورموج به تدریس ادبیات فارسی مشغول است. در سال ۱۳۷۰ نخستین مجموعه شعری اش بنام «آوای دشت» که شامل اشعار نیمایی و سپید و غزل است منتشر گردید و آثار دیگر او «دلت که آن همه دریا بود» و «نامت چه مستعار مانده است» در سال ۱۳۸۲ منشر شد. او از جمله شاعرانی است که هم در شعر کلاسیک و هم شعر نو مهارت و تسلط کافی دارد. وی هم‌اکنون استاد دانشگاه آزاد واحد خوروج می‌باشد.

## نمونه شعر
تا که می‌خواهم به کلک آرم سخن
گفته‌های نغز ناب خویشتن
در پناه سجع و ایهام و جناس
همچنان تشبیه و ترصیع و قیاس...

## نمونه شعر محلی
فصل بهار
خِشِن فصلِ بهار و گشت و گلزار
خِشِن هر رو بِشی دُم خونهٔ یار
خِشِن هر رو زِتَن گَهپای شیری
زوونِ حالِ فرهادی دل افگار...